# 阿什莉·凯恩-格里布尔
阿什莉·凯恩-格里布尔（英語：Ashley Cain-Gribble，1995年7月22日—），美国花样滑冰运动员，2018年四大洲锦标赛双人滑银牌得主、2019年世界团体锦标赛金牌得主、2017年世界团体锦标赛铜牌得主。